# Unixenus padmanabhii
Unixenus padmanabhii är en mångfotingart som först beskrevs av Jones 1937.  Unixenus padmanabhii ingår i släktet Unixenus och familjen penseldubbelfotingar. Inga underarter finns listade i Catalogue of Life.